# Slave Labor Graphics
A Slave Labor Graphics (SLG) é uma editora de quadrinhos dos Estados Unidos fundada em 1986.